# Робер Пірес
Робе́р Еммануе́ль Піре́с (фр. Robert Emmanuel Pirès; 29 жовтня 1973, Реймс) — французький футболіст, колишній гравець збірної Франції, півзахисник.

## Біографія
Почав кар'єру в чемпіонаті Франції у футбольному клубі «Мец», де за шість років забив понад 40 м'ячів, після чого переїхав у Марсель, де виступав за клуб «Олімпік». Після ЧЄ-2000 за 10 млн євро поїхав в «Арсенал» до Арсена Венгера.
Через травму пропустив ЧС-2002 в Південній Кореї/Японії, на який покладав великі надії. Учасник ЧЄ-2004. З позиції лівого інсайда міг не тільки розвивати атаки триколірних, але і забивати. У складі «Арсенала» в останні роки вважався одним з найкращих атакуючих півзахисників Європи. Віддає перевагу грі на флангах (зазвичай зліва), нерідко забиває.
У 2006 році покинув «Арсенал», перебравшись в іспанський «Вільяреал». Пірес грав у футболці «Вільяреала» до 2010 року. За час свого перебування в клубі гравець провів на полі 100 матчів, в яких забив 15 голів.
18 листопада 2010 року підписав розрахований до кінця сезону контракт з англійською «Астон Віллою».

## Особисті нагороди
Отримав приз найкращому футболістові клубу «Арсенал» у 2002 році.
Найкращий молодий гравець Франції (1996).

## Цікаві факти
Свого часу навчався гоночному водінню автомобілів у знаменитого в минулому пілота «Формули-1» Жана Алезі.
Француз став ключовим гравцем «непереможного» складу «канонірів», який провів сезон 2003/04 без поразок у Прем'єр-лізі.
Забив переможний гол у фіналі Кубка Англії 2003 «Ліверпулю».

## Досягнення
- Чемпіон світу: 1998
- Чемпіон Європи: 2000
- Переможець Кубка конфедерацій: 2001, 2003
- Чемпіон Англії: 2001-02, 2003-04
- Володар Кубка Англії: 2001-02, 2002-03, 2004-05
- Володар Суперкубка Англії: 2002, 2004
- Фіналіст Ліги чемпіонів: 2005-06
- Фіналіст Кубка УЄФА: 1998-99
- Володар Кубка французької ліги: 1996
- Входить до списку ФІФА 100
- Кавалер ордена Почесного легіону за перемогу на чемпіонаті світу 1998 року.[3]